# Чужие против ниндзя
«Чужие против ниндзя», или «Чужой против ниндзя» (англ. Alien vs Ninja) — японский фантастический комедийный боевик и фильм ужасов 2010 года режиссёра Сейдзи Тиба (студия Nikkatsu) о противостоянии ниндзя и неведомых антропоморфных чудовищ.

## Сюжет
На лес падает огненный шар. Отряд ниндзя из ближайшего поселения отправляется разузнать, что это было. Оказывается, что таким образом прилетело ужасное кровожадное антропоморфное чудовище, отличающееся большой силой, скоростью, способностями передвигаться под землёй, заживлять свои раны и виртуозно орудовать выдвигающимся хвостом. Кроме того, оно способно быстро размножаться, откладывая личинки в ещё живых жертв. Через этих личинок оно контролирует своих жертв и управляет ими. Чудовища легко уничтожают бо́льшую часть отряда, а затем и поселение. Но оставшиеся воины, одна из которых прекрасная девушка, не собираются убегать.

## В ролях
- Мика Хидзи (肘井 美佳, Mika Hijii)
- Бэн Хиура (樋浦勉, Ben Hiura[англ.])
- Сюдзи Касивабара (柏原収史, Shuji Kashiwabara[англ.])
- Масанори Мимото (Masanori Mimoto)
- Юки Огоэ (Yûki Ogoe)
- Домбэй Цутихира (Donbei Tsuchihira)